# Phyllachora hauturu
Phyllachora hauturu är en svampart. Phyllachora hauturu ingår i släktet Phyllachora och familjen Phyllachoraceae.

## Underarter
Arten delas in i följande underarter:
- hauturu
- rekohu
- lanceshawii